# Fluoreto de mercúrio(II)
"Fluoreto de mercúrio" redireciona para cá.
Fluoreto de mercúrio (II) é um composto químico inorgânico de fórmula molecular HgF2. Este apresenta o elemento mercúrio no número de oxidação +2, indicado no nome em algarítimo romano.

## Síntese
A maneira mais comum de se produzir o fluoreto de mercúrio(II) é pela reação entre óxido de mercúrio e fluoreto de hidrogênio:
HgO + 2·HF → HgF2 + H2O
Também é viável a fluorinação (halogenação por fluor) do cloreto de mercúrio (II):
HgCl2 + F2 → HgF2 + Cl2
ou óxido de mercúrio(II):
2·HgO + 2·F2 → 2·HgF2 + O2

## Aplicações
O fluoreto de mercúrio(II) é entre outros um agente de fluoretação seletiva.